# Barytherium
 Barytherium  ist eine ausgestorbene Gattung der Rüsseltiere; sie lebte im späten Eozän und frühen Oligozän vor rund 37 bis 33 Millionen Jahren. Sie war hauptsächlich auf das nördliche Afrika und die Arabische Halbinsel beschränkt. Vertreter dieser Gattung zeichneten sich durch das Vorhandensein von insgesamt acht Stoßzähnen aus. Die Bezeichnung Barytherium setzt sich aus den griechischen Wörtern βαρύς (barýs, „schwer“) und θηρίον (thērion, „Tier“) zusammen und bezieht sich auf die bisher erstmals in der Rüsseltierevolution nachweisliche deutliche Größen- und Gewichtszunahme der Tiere.

## Merkmale
Barytherium war ein relativ großes Rüsseltier. Es erreichte eine Schulterhöhe von 2,5 bis 3 m und wog schätzungsweise 3 bis 4 t. Damit war es deutlich größer als das stammesgeschichtlich ältere, nur tapirgroße Moeritherium. Allgemein zeichnet es sich durch einen elefantenartigen Körperbau und säulenförmige Gliedmaßen aus. Der Oberschenkel (Femur) zeigte aber seitliche Abflachungen. Der Schädel war flach und nur wenig aufgewölbt, wies aber, wie alle späteren Rüsseltiere auch, luftgefüllte Kammern in der Schädeldecke auf, die das Gewicht  des gesamten Kopfes deutlich reduzierten. Die Nasenöffnung war groß und seitlich hervorgehoben, was als Ansatzstelle für den Rüssel gedeutet wird. Über Größe und Aussehen des Rüssels ist aber nichts bekannt.
Der Unterkiefer war massiv ausgebildet und wies eine sehr ausgedehnte Symphyse auf, die bis zum ersten Molaren reichte. Das Gebiss zeigte gegenüber dem älteren Moeritherium die Reduktion eines Schneidezahns und des Eckzahns je Kieferast auf und stellte somit schon eine deutliche Weiterentwicklung dar. Die Zahnformel für ausgewachsene Tiere lautete: {\displaystyle {\frac {2.0.3.3.}{2.0.3.3.}}}. Hinter dem zweiten Schneidezahn befand sich ein großes Diastema. Die Backenzähne hatten einen lophodonten Aufbau, wobei die Prämolaren nur singuläre Querleisten besaßen. Die Molaren dagegen waren durch jeweils zwei Leisten charakterisiert und zeigten somit einen typisch bilophodonten Aufbau.
Am bemerkenswertesten bei Barytherium waren jedoch die Schneidezähne, die zu Stoßzähnen umgebaut wurden. Dadurch besaßen die Tiere je Kieferbogen zwei Stoßzähne, insgesamt also acht. Die oberen Stoßzähne saßen senkrecht im Kieferknochen. Dabei war der äußere Stoßzahn (I2) wesentlich größer als der innere (I1). Dagegen hatten die Stoßzähne des Unterkiefers eine waagerechte Stellung. Außerdem war hier der innere Stoßzahn (I1) deutlich größer  ausgebildet als der äußere (I2). Durch Lage und Form der Stoßzähne entstand eine Art Schere zwischen der Innenfläche des oberen zweiten Schneidezahns und der Außenfläche des unteren ersten Schneidezahns.

## Fossilfunde
Funde von Barytherium sind relativ selten. Die ersten Funde gelangen Anfang des 20. Jahrhunderts Fayyum-Gebiet in Ägypten, wo die meisten Funde herstammen. Sie lagern dort in der Qasr-el-Sagha-Formation und der Gebel-Qatrani-Formation, welche von Obereozän bis ins Unteroligozän datieren. Die Funde aus dem Fayyum waren fast 60 Jahre lang die einzigen bekannten von Barytherium. Erst in den 1960er und 1970er Jahren kamen in Dor el-Talha im Sirte-Becken in Libyen, einem weiteren wichtigen Fundplatz, mehrere, teils vollständige Skelette zum Vorschein. Hier ist es in der Evaporit-Einheit und der Idam-Einheit nachgewiesen. Weitere Funde stammen aus Aidum im Gouvernement Dhofar in Oman.

## Paläobiologie
Verbreitet war Barytherium während des Eozän-Oligozän-Übergangs über das heutige Nordafrika und die Arabische Halbinsel, welche damals noch mit dem afrikanischen Kontinent verbunden war. Die Lebensweise von Barytherium war lange Zeit ungeklärt. Isotopenuntersuchungen an Zähnen von neuen Funden aus Ägypten ermöglichten nun eine Rekonstruktion. Barytherium lebte in feuchtheißen Tropischen Regenwäldern an Ufern von Süßwasserseen. Interessanterweise wies der Zahnschmelz einen relativ konstanten Anteil des schweren Sauerstoffisotops 18O auf, der zwar stärker variierte als jener von Meeressäugetieren, aber deutlich ausgeglichener war als bei landlebenden Säugetieren. In der Regel hatte er Varianzen heutiger semiaquatischer Landbewohner. Man geht nun davon aus, dass Barytherium einen relativ begrenzten Lebensraum hatte und seltener den Standort wechselte. Wahrscheinlich verbrachte es eine große Zeit des Tages im Wasser der umliegenden Seen und ernährte sich von den dortigen Wasserpflanzen oder ufernahen Phytoplankton.

## Systematik
Barytherium ist eine Gattung aus der Ordnung der Rüsseltiere (Proboscidea). Aufgrund des bilophodonten Aufbaus der vorderen Molaren und des nachweisbaren vertikalen Zahnwechsels gehört sie eindeutig in die Gruppe der urtümlichen Plesielephantiformes, von denen sich die weiter entwickelten höheren Elephantiformes durch eine höhere Anzahl von Schmelzleisten auf den Zähnen und dem horizontalen Zahnwechsel unterscheiden. Innerhalb dieser wird Barytherium zur Familie der Barytheriidae verwiesen, in die möglicherweise auch noch Omanitherium einzugliedern ist. Allerdings zeigt Barytherium mit der Reduktion des äußersten Schneidezahns und des Eckzahns sowie mit dem Auftreten eines großen Diastemas schon deutliche Weiterentwicklungen gegenüber älteren Rüsseltierformen, wie Numidotherium, Daouitherium oder Moeritherium und steht in einer näheren Verwandtschaft zu den Deinotherien. Es gilt aber nicht als deren unmittelbarer Vorfahre, da diese einen komplexeren Aufbau der Molaren besitzen. Höchstwahrscheinlich formt es zusammen mit dem Ende der 2010er Jahre neu entdeckten Arcanotherium eine Außengruppe der Deinotherien.
Die Stellung von Barytherium innerhalb der Proboscidea war im Laufe der Forschungsgeschichte häufig umstritten. Andrews selbst kreierte das Taxon Barytheria, welches er zu den Amblypoda, vermeintlichen frühen Huftieren, stellte. Erst 1906 wies er sie als Familie Barytheriidae den Rüsseltieren zu. Der US-amerikanische Paläontologe und Rüsseltierexperte Henry Fairfield Osborn (1857–1935) gliederte Barytherium wieder aus und stellte sie erneut in das Taxon Barytheria, ebenso wie verschiedene andere Forscher. Heute wird Barytherium als eindeutiges Mitglied der Rüsseltiere angesehen.
Erstmals beschrieben wurde Barytherium anhand von Funden aus dem Fayyum von Charles William Andrews im Jahr 1901. Grundlage bildeten ein Ober- und Unterkiefer sowie einzelne Elemente der Vordergliedmaßen. Andrews gab der Gattung zuerst die Bezeichnung Bradytherium, im Jahr darauf benannte er sie aber in Barytherium um, da der Name bereits für einen ausgestorbenen Vertreter madagassischer Primaten vergeben war (Palaeopropithecus). Barytherium grave ist die von Andrews beschriebene elefantengroße Typusart. Eine möglicherweise zweite Art aus der obereozänen Fundstelle von Dor el-Talha in Libyen wurde im Jahr 1969 erwähnt. Diese sollte wesentlich kleiner sein als Barytherium grave und nur eine Schulterhöhe von 1 bis 1,5 m und ein Körpergewicht von rund 200 kg erreichen. Im Jahr 1995 beschrieb Nicholas Court diese Funde aufgrund zahlreicher Abweichungen von Barytherium als Numidotherium savagei neu. Wiederum im Jahr 2009 veranlassten morphologische Unterschiede Cyrille Delmer die Art in die von ihr neu geschaffene Gattung Arcanotherium überzuführen.  Eine zusätzliche, noch nicht beschriebene Art von Barytherium wurde Ende der 2010er Jahre im Fayyum-Gebiet entdeckt und liegt intermediär zwischen dem kleinen Arcanotherium savagei und dem großen Barytherium grave. Sie stammt aus dem frühesten Obereozän.